# 박희부
박희부(朴熙富, 1938년 10월 5일~2024년 9월 22일)은 대한민국의 정치인이다. 제14대 국회의원을 지냈다.

## 학력
- 전의초등학교 졸업
- 천안중학교 졸업
- 경기공업고등학교 졸업
- 동국대학교 법학과 학사
- 동국대학교 행정대학원 행정학 석사

## 경력
- 6.3 동지회 사무위원
- 사단법인 4.19회 지도위원
- 신민당 조직국장
- 김영삼 총재 조직담당 비서관
- 민주화추진협의회 조직국장, 상임운영위원
- 민주자유당, 신한국당 원내부총무
- (전) 14대 국회의원
- 한일의원연맹 간사
- (전) 한국도로공사 이사장

## 역대 선거 결과
|  | 17.45% |

|  | 20.46% |

|  | 49.13% |

|  | 29.77% |

|  | 3.72% |

|  | 8.93% |

|  | 2.31% |